# Philippe Hallein
Philippe Hallein (Roeselare, 9 november 1972) is een Belgisch kanunnik in dienst van het bisdom Brugge. Hij werd priester gewijd in 1999 en aangesteld tot kanunnik in 2017. Hij werd in 2020 door Lode Aerts aangesteld als secretaris-schatbewaarder van het Sint-Salvatorskapittel.

## Levensloop
Hallein geldt als een autoriteit op het gebied van canoniek recht. Hij doctoreerde aan de Pauselijke Universiteit Gregoriana in 2009 en is gastprofessor kerkelijk recht aan de Faculteit Oosters Kerkelijk Recht van de Universiteit voor de Oosterse katholieken in Rome.
Hallein was priester-leraar (wiskunde en godsdienst) aan het Kleinseminarie te Roeselare van 2001 tot 2006. Van 2001 tot 2004 was hij tevens rechter in de diocesane kerkelijke rechtbank van eerste instantie van het bisdom Brugge. Sinds de oprichting in 2003 is hij rechter in de interdiocesane rechtbank van eerste instantie voor de Vlaamse bisdommen en sinds 2012 rechter in de interdiocesane strafrechtbank van tweede instantie in de Nederlandse kerkprovincie.
In 2008 werd hij benoemd tot professor aan het Grootseminarie Brugge en in 2010 tot ceremoniarius van de bisschop van Brugge. Deze laatste taak voerde hij uit tot 2020. In 2014 werd Hallein benoemd tot geestelijke raadgever Wit-Gele Kruis West-Vlaanderen. In Brugge werd hij in 2016 benoemd tot President van het Grootseminarie en van 2018 tot 2020 was hij rector van de priesteropleiding in het bisdom Brugge. In september 2018 werd hij benoemd tot pastoor-deken van de “Pastorale eenheid Sint-Donatianus Brugge”, maar hij nam deze functie niet op. Hij bleef zijn vorige functies uitoefenen en werd tevens theologisch stafmedewerker in het vicariaat voor vorming in het bisdom Brugge, waarvan hij eervol ontslag kreeg in 2022. In 2020 werd hij directeur van het Instituut voor Theologie en Pastoraal (ITP) van het bisdom Brugge. In juni 2023 werd hij met behoud van zijn functies tevens benoemd tot bisschoppelijk visitator voor de religieuzen.